# Худайменди-султан
Худайменди-султан, также Хуйдаменды Саржанов (каз. Құдайменді Саржанұлы; неизв. — 25 июня 1847, холм Кеклик-Сенгир у реки Карасу) — один из предводителей восстания Кенесары Касымова 1837—1847 годов, являвшийся одним из самых доверенных лиц Кенесары Касымова.

## Биография
Худайменди-султан был одним из сыновей Саржан-султана, племянником Кенесары Касымова и братом Эрджан-султана.
Этот султан был членом ханского совета Кенесары Касымова, часто употреблялся для командования походами и почетных депутаций. В 1843 году Худайменди-султан ездил от имени Кенесары Касымова приветствовать российского офицера К. И. Герна.

#### Участие в восстании Кенесары Касымова
В отчёте Пограничного управления сибирскими казахами за 1840 год, сообщается, что 30 июня сотник Серов напал со своим отрядом на Худайменди-султана и Эрджан-султана, разбил их, забрал всё их имущество:

Коего по пересчёту оказалось: лошадей 990, баранов 478, верблюдов 219 и рогатого 41.
В июле 1842 года, согласно донесению Оренбургской пограничной комиссии, отряд под командованием Худайменди-султана и Чонбут-султана напал на казахов «тлявова отделения»:

Разграбили около сорока аулов и угнали 600 лошадей и 200 верблюдов, причем двух киргизов жестоко изранили.
В июле 1843 года Кенесары Касымов вместе со своими родственниками — султанами Чакбутом, Худайменди и Эрджаном — собрал отряд численностью 3500 человек и напал на аулы казахов из рода чикли «тлявова отделения»:

Убито из тлявовцев 17 человек и взято в плен 15 девок и женщин, угнано 5500 лошадей, 3500 верблюдов, 970 коров и 7000 баранов.— Из отчёта Оренбургской пограничной комиссии за 1843 год.
В ноябре 1844 года, лазутчики Оренбургской пограничной комиссии, сообщили, что Худайменди-султан был послан для сбора закята к казахам из рода жаппас.
В августе 1845 года Наурызбай, Худайменди-султан и Эрджан-султан во главе отряда из 600 человек напали на казахов из рода алтай, разграбили их аулы и угнали значительное число лошадей. Об этом набеге сообщил Косулбай Сатубалдин — помощник управляющего кульденянским отделением.

#### Посольство в Китай
В 1846 году Худайменди-султан возглавлял посольство Кенесары в Китай. В состав посольства также были включены Шокпар-бий и Суйдак-кажы.

Итак, Кенесары отправил в Китай своих самых мудрых советников. Посольство Кенесары во главе с Худайменды Саржановым доставило в Кульджу коней числом девять. Преподнесение такого подарка предполагает, что подносящий его правитель высказывает просьбу и возлагает большую надежду на признание его статуса. Приняв же такой многозначительный подарок, император обязуется взять его подателя под своё покровительство.— К. Ш. Хафизова.

#### Поход против кыргызов
Ахмет Кенесарин в «Насаб-наме-йи султан Садык» сообщает, что Худайменди, Эрджан, Кенесары и Наурызбай погибли в битве с кыргызами.

В нынешнем же году, три месяца сражаясь, опять с помощью божьей, захватив Кенесару, Наврузбая, Ерджана и Худайменды с 3400 человек, также умертвили. В продолжении двух лет в числе убитых было 30 султанов.— Джантай Карабеков.